# Tennis Borussia Berlin 1995-1996
Questa voce raccoglie le informazioni riguardanti il Tennis Borussia Berlin nelle competizioni ufficiali della stagione 1995-1996.

## Stagione
Nella stagione 1995-1996 il Tennis Borussia Berlino, allenato da Rainer Zobel, concluse il campionato di Regionalliga Nordest al 1º posto e perse lo spareggio promozione con l'Oldenburg. In Coppa di Germania il Tennis Borussia Berlino fu eliminato al primo turno dal Karlsruhe.

## Rosa
| N. |                                 | Ruolo | Calciatore         |
| -- | ------------------------------- | ----- | ------------------ |
| 6  | Germania (bandiera)             | D     | Olaf Kapagiannidis |
| 7  | Albania (bandiera)              | A     | Harun Isa          |
|    | Germania (bandiera)             | P     | Marco Sejna        |
|    | Germania (bandiera)             | P     | Nico Thomaschewski |
|    | Turchia (bandiera)              | D     | Taşkın Aksoy       |
|    | Germania (bandiera)             | D     | Olaf Backasch      |
|    | Germania (bandiera)             | D     | Uli Bayerschmidt   |
|    | Germania (bandiera)             | D     | Jörn Lenz          |
|    | Germania (bandiera)             | D     | Jörg Weber         |
|    | Ungheria (bandiera)             | C     | Zsolt Bücs         |
|    | Bosnia ed Erzegovina (bandiera) | C     | Almedin Civa       |

| N. |                      | Ruolo | Calciatore          |
| -- | -------------------- | ----- | ------------------- |
|    | Italia (bandiera)    | C     | Martino Gatti       |
|    | Germania (bandiera)  | C     | Tim Gutberlet       |
|    | Germania (bandiera)  | C     | Jens Henschel       |
|    | Georgia (bandiera)   | C     | Kakhaber Katcharava |
|    | Germania (bandiera)  | C     | Mike Klenge         |
|    | Rep. Ceca (bandiera) | C     | Stanislav Levý      |
|    | Germania (bandiera)  | C     | Niels Mackel        |
|    | Germania (bandiera)  | C     | Ersan Parlatan      |
|    | Germania (bandiera)  | C     | Jan Walle           |
|    | Germania (bandiera)  | A     | Thomas Adler        |
|    | Russia (bandiera)    | A     | Mikhail Rusayev     |

## Organigramma societario
Area tecnica
- Allenatore: Jürgen Sundermann, Rainer Zobel
- Allenatore in seconda:
- Preparatore dei portieri:
- Preparatori atletici:
- Analisi video:

## Calciomercato

### Sessione estiva
| Acquisti | Acquisti            | Acquisti                 | Acquisti |
| R.       | Nome                | da                       | Modalità |
| -------- | ------------------- | ------------------------ | -------- |
| C        | Kakhaber Katcharava | Dinamo Tbilisi           |          |
| C        | Tim Gutberlet       | Darmstadt                |          |
| A        | Harun Isa           | Hertha Berlino           |          |
| C        | Mike Klenge         | Eisenhüttenstädter Stahl |          |
| P        | Marco Sejna         | Hertha Berlino           |          |
| D        | Jörg Weber          | Eisenhüttenstädter Stahl |          |

| Cessioni | Cessioni         | Cessioni            | Cessioni |
| R.       | Nome             | a                   | Modalità |
| -------- | ---------------- | ------------------- | -------- |
| C        | Rezo Arveladze   | Homburg             |          |
| C        | Gela Inalishvili | Dinamo Tbilisi      |          |
| C        | Davor Krznaric   | Borussia M'gladbach |          |
| C        | Niels Mackel     | BFC Dynamo          |          |
| D        | Tekin Sazlog     | Optik Rathenow      |          |

## Risultati

### Regionalliga

#### Girone di andata
| Arbitro: | Fleske |

|              |           |                                               |
| Hoffmann 49’ | Marcatori | 5’, 87’ Isa 57’ Lenz 69’ Henschel 79’ Rusayev |

| Arbitro: | Kiefer |

|                                                   |           |  |
| Rusayev 54’ Isa 60’ Höche 80’ (aut.) Backasch 90’ | Marcatori |  |

| Arbitro: | Eßbach |

|                       |           |                                |
| Rambow 48’ Schulz 69’ | Marcatori | 33’, 87’ Rusayev 50’ Gutberlet |

| Arbitro: | Scheibel |

|                   |           |          |
| Isa 28’ Gatti 57’ | Marcatori | 13’ Berg |

| Arbitro: | Bley |

|  |           |             |
|  | Marcatori | 66’ Rusayev |

| Arbitro: | Koop |

|                   |           |                |
| Isa 34’ Gatti 57’ | Marcatori | 21’, 66’ Lazic |

| Arbitro: | Sather |

|             |           |                        |
| Kestner 85’ | Marcatori | 47’ Backasch 90’ Adler |

| Arbitro: | Reck |

|             |           |  |
| Rusayev 61’ | Marcatori |  |

| Arbitro: | Heynemann |

|                |           |                 |
| Adler 59’, 63’ | Marcatori | 66’ Vysniauskas |

| Arbitro: | Haack |

|  |           |                                                |
|  | Marcatori | 21’ Adler 26’, 75’ Rusayev 39’ Gatti 41’ Aksoy |

| Arbitro: | Fröhlich |

|  |           |                                   |
|  | Marcatori | 40’ Rehmer 50’ Barbarez 90’ Skela |

| Arbitro: | Keßler |

|             |           |         |
| Diebitz 88’ | Marcatori | 75’ Isa |

| Arbitro: | Haupt |

|                            |           |            |
| Isa 41’ Lenz 62’ Adler 86’ | Marcatori | 45’ Kuhlow |

| Arbitro: | Feibig |

|  |           |                                 |
|  | Marcatori | 32’ Backasch 90’ (rig.) Rusayev |

| Arbitro: | Augar |

|                               |           |           |
| Isa 14’ Aksoy 31’ Rusayev 33’ | Marcatori | 53’ Vural |

| Arbitro: | Scheibel |

|            |           |  |
| Mielke 66’ | Marcatori |  |

| Arbitro: | Junghof |

|                                                         |           |  |
| Rusayev 8’, 29’, 67’ (rig.) Katcharava 25’ Isa 42’, 61’ | Marcatori |  |

#### Girone di ritorno
| Arbitro: | Wagner |

|                                             |           |  |
| Adler 31’, 56’ Isa 70’ Rusayev 80’ Lenz 84’ | Marcatori |  |

| Arbitro: | Sax |

|             |           |                       |
| Jagatic 69’ | Marcatori | 7’ Rusayev 38’ Mackel |

| Arbitro: | Reck |

|                  |           |  |
| Isa 25’ Lenz 90’ | Marcatori |  |

| Arbitro: | Weber |

|  |           |          |
|  | Marcatori | 7’ Weber |

| Arbitro: | Pleßke |

|  |           |            |
|  | Marcatori | 24’ Benken |

| Arbitro: | Habermann |

|          |           |  |
| Hecht 7’ | Marcatori |  |

| Arbitro: | Feibig |

|                                                |           |           |
| Gutberlet 9’ Bayerschmidt 49’ Aksoy 88’ (rig.) | Marcatori | 72’ Block |

| Arbitro: | Müller |

|  |           |           |
|  | Marcatori | 71’ Aksoy |

| Arbitro: | Wendorf |

|                         |           |        |
| Rietschel 17’ Feetz 77’ | Marcatori | 2’ Isa |

| Arbitro: | Richter |

|                     |           |  |
| Rusayev 47’ Isa 89’ | Marcatori |  |

| Arbitro: | Koop |

|            |           |             |
| Czakon 80’ | Marcatori | 83’ Rusayev |

| Arbitro: | Voigt |

|                 |           |  |
| Rusayev 3’, 45’ | Marcatori |  |

| Arbitro: | Blumenstein |

|           |           |          |
| Kunert 1’ | Marcatori | 90’ Lenz |

| Arbitro: | Junghof |

|           |           |  |
| Adler 89’ | Marcatori |  |

| Arbitro: | Bley |

|  |           |                            |
|  | Marcatori | 32’ Rusayev 75’ Katcharava |

| Arbitro: | Fleske |

|                                   |           |  |
| Rusayev 27’ (rig.) Katcharava 83’ | Marcatori |  |

| Arbitro: | Koop |

|                       |           |                                         |
| Berndt 78’ Koslov 83’ | Marcatori | 23’ Gatti 47’ Adler 53’ Isa 81’ Rusayev |

### Spareggio promozione intergirone
| Arbitro: | Jansen |

|              |           |           |
| Backasch 44’ | Marcatori | 76’ Cisek |

| Arbitro: | Merk |

|                              |           |                  |
| Butt 8’ (rig.) Woloschin 95’ | Marcatori | 70’ (rig.) Aksoy |

### Coppa di Germania
| Arbitro: | Malbranc |

|         |           |                    |
| Isa 38’ | Marcatori | 32’ Fink 89’ Bilić |

## Statistiche

### Statistiche di squadra
| Competizione                     | Punti | In casa | In casa | In casa | In casa | In casa | In casa | In trasferta | In trasferta | In trasferta | In trasferta | In trasferta | In trasferta | Totale | Totale | Totale | Totale | Totale | Totale | DR  |
| Competizione                     | Punti | G       | V       | N       | P       | Gf      | Gs      | G            | V            | N            | P            | Gf           | Gs           | G      | V      | N      | P      | Gf     | Gs     | DR  |
| -------------------------------- | ----- | ------- | ------- | ------- | ------- | ------- | ------- | ------------ | ------------ | ------------ | ------------ | ------------ | ------------ | ------ | ------ | ------ | ------ | ------ | ------ | --- |
| Regionalliga Nordest             | 79    | 17      | 14      | 1       | 2       | 40      | 11      | 17           | 11           | 3            | 3            | 32           | 14           | 34     | 25     | 4      | 5      | 72     | 25     | +47 |
| Spareggio promozione intergirone | -     | 1       | 0       | 1       | 0       | 1       | 1       | 1            | 0            | 0            | 1            | 1            | 2            | 2      | 0      | 1      | 1      | 2      | 3      | -1  |
| Coppa di Germania                | -     | 1       | 0       | 0       | 1       | 1       | 2       | 0            | 0            | 0            | 0            | 0            | 0            | 1      | 0      | 0      | 1      | 1      | 2      | -1  |
| Totale                           | 79    | 19      | 14      | 2       | 3       | 42      | 14      | 18           | 11           | 3            | 4            | 33           | 16           | 37     | 25     | 5      | 7      | 75     | 30     | +45 |

### Andamento in campionato
| Giornata  | 1 | 2 | 3 | 4 | 5 | 6 | 7 | 8 | 9 | 10 | 11 | 12 | 13 | 14 | 15 | 16 | 17 | 18 | 19 | 20 | 21 | 22 | 23 | 24 | 25 | 26 | 27 | 28 | 29 | 30 | 31 | 32 | 33 | 34 |
| --------- | - | - | - | - | - | - | - | - | - | -- | -- | -- | -- | -- | -- | -- | -- | -- | -- | -- | -- | -- | -- | -- | -- | -- | -- | -- | -- | -- | -- | -- | -- | -- |
| Luogo     | T | C | T | C | T | C | T | C | C | T  | C  | T  | C  | T  | C  | T  | C  | C  | T  | C  | T  | C  | T  | C  | T  | T  | C  | T  | C  | T  | C  | T  | C  | T  |
| Risultato | V | V | V | V | V | N | V | V | V | V  | P  | N  | V  | V  | V  | P  | V  | V  | V  | V  | V  | P  | P  | V  | V  | P  | V  | N  | V  | N  | V  | V  | V  | V  |
| Posizione | 2 | 1 | 1 | 1 | 2 | 2 | 2 | 2 | 1 | 1  | 2  | 2  | 2  | 1  | 1  | 2  | 2  | 1  | 1  | 1  | 1  | 1  | 2  | 1  | 1  | 1  | 1  | 1  | 1  | 1  | 1  | 1  | 1  | 1  |

Legenda:

Luogo: C = Casa; T = Trasferta. Risultato: V = Vittoria; N = Pareggio; P = Sconfitta.

### Statistiche dei giocatori
| Giocatore        | Regionalliga | Regionalliga | Regionalliga | Regionalliga | Spareggio | Spareggio | Spareggio   | Spareggio  | Coppa di Germania | Coppa di Germania | Coppa di Germania | Coppa di Germania | Totale   | Totale | Totale      | Totale     |
| Giocatore        | Presenze     | Reti         | Ammonizioni  | Espulsioni   | Presenze  | Reti      | Ammonizioni | Espulsioni | Presenze          | Reti              | Ammonizioni       | Espulsioni        | Presenze | Reti   | Ammonizioni | Espulsioni |
| ---------------- | ------------ | ------------ | ------------ | ------------ | --------- | --------- | ----------- | ---------- | ----------------- | ----------------- | ----------------- | ----------------- | -------- | ------ | ----------- | ---------- |
| T. Adler         | 30           | 9            | 6            | 1            | 2         | 0         | 0           | 0          | 1                 | 0                 | 0                 | 0                 | 33       | 9      | 6           | 1          |
| T. Aksoy         | 31           | 4            | 5            | 1            | 2         | 1         | 1           | 0          | 0                 | 0                 | 0                 | 0                 | 33       | 5      | 6           | 1          |
| O. Backasch      | 30           | 3            | 1            | 0            | 2         | 1         | 0           | 0          | 1                 | 0                 | 0                 | 0                 | 33       | 4      | 1           | 0          |
| U. Bayerschmidt  | 17           | 1            | 2            | 0            | 2         | 0         | 0           | 0          | 0                 | 0                 | 0                 | 0                 | 19       | 1      | 2           | 0          |
| Z. Bücs          | 9            | 0            | 2            | 0            | 0         | 0         | 0           | 0          | 0                 | 0                 | 0                 | 0                 | 9        | 0      | 2           | 0          |
| A. Civa          | 23           | 0            | 3            | 0            | 0         | 0         | 0           | 0          | 1                 | 0                 | 0                 | 0                 | 24       | 0      | 3           | 0          |
| M. Gatti         | 29           | 4            | 1            | 1            | 2         | 0         | 0           | 0          | 1                 | 0                 | 0                 | 0                 | 32       | 4      | 1           | 1          |
| T. Gutberlet     | 21           | 2            | 3            | 0            | 1         | 0         | 0           | 0          | 1                 | 0                 | 0                 | 0                 | 23       | 2      | 3           | 0          |
| J. Henschel      | 6            | 1            | 0            | 0            | 0         | 0         | 0           | 0          | 0                 | 0                 | 0                 | 0                 | 6        | 1      | 0           | 0          |
| H. Isa           | 34           | 15           | 2            | 0            | 2         | 0         | 0           | 0          | 1                 | 1                 | 0                 | 0                 | 37       | 16     | 2           | 0          |
| O. Kapagiannidis | 31           | 0            | 4            | 0            | 2         | 0         | 1           | 0          | 1                 | 0                 | 0                 | 0                 | 34       | 0      | 5           | 0          |
| K. Katcharava    | 10           | 3            | 1            | 0            | 2         | 0         | 0           | 0          | 0                 | 0                 | 0                 | 0                 | 12       | 3      | 1           | 0          |
| M. Klenge        | 31           | 0            | 1            | 0            | 2         | 0         | 1           | 0          | 1                 | 0                 | 0                 | 0                 | 34       | 0      | 2           | 0          |
| J. Lenz          | 33           | 5            | 2            | 1            | 2         | 0         | 1           | 0          | 1                 | 0                 | 0                 | 0                 | 36       | 5      | 3           | 1          |
| S. Levý          | 3            | 0            | 0            | 0            | 0         | 0         | 0           | 0          | 0                 | 0                 | 0                 | 0                 | 3        | 0      | 0           | 0          |
| N. Mackel        | 12           | 1            | 0            | 0            | 0         | 0         | 0           | 0          | 0                 | 0                 | 0                 | 0                 | 12       | 1      | 0           | 0          |
| E. Parlatan      | 1            | 0            | 0            | 0            | 0         | 0         | 0           | 0          | 0                 | 0                 | 0                 | 0                 | 1        | 0      | 0           | 0          |
| M. Rusayev       | 34           | 22           | 9            | 1            | 2         | 0         | 0           | 0          | 1                 | 0                 | 0                 | 0                 | 37       | 22     | 9           | 1          |
| M. Sejna         | 34           | 0            | 0            | 0            | 2         | 0         | 0           | 0          | 1                 | 0                 | 0                 | 0                 | 37       | 0      | 0           | 0          |
| N. Thomaschewski | 0            | 0            | 0            | 0            | 0         | 0         | 0           | 0          | 0                 | 0                 | 0                 | 0                 | 0        | 0      | 0           | 0          |
| J. Walle         | 4            | 0            | 0            | 0            | 0         | 0         | 0           | 0          | 0                 | 0                 | 0                 | 0                 | 4        | 0      | 0           | 0          |
| J. Weber         | 28           | 1            | 1            | 1            | 1         | 0         | 0           | 0          | 1                 | 0                 | 0                 | 0                 | 30       | 1      | 1           | 1          |